# Herb gminy Tryńcza
Herb gminy Tryńcza – jeden z symboli gminy Tryńcza, ustanowiony 29 kwietnia 2010.

## Wygląd i symbolika
Herb przedstawia na tarczy koloru błękitnego na srebrnej linii falistej złotą galerę i srebrnym żaglem, natomiast w lewym górnym rogu godło z herbu Leliwa. 